# پاسخ کازاک‌های زاپوروژی
پاسخ کازاک‌های زاپوروژی یا پاسخ کازاک‌های زاپوروژی به محمد چهارم سلطان عثمانی که با نام کازاک‌های ساپوروگ در حال تهیۀ بیانیه هستند، نیز شناخته می‌شود (به انگلیسی: Reply of the Zaporozhian Cossacks) نام اثر مشهوری از ایلیا رپین، نقاش برجستۀ روس است.

## تاریخچه
در بین سال‌های ۱۶۷۲ تا ۱۶۸۰ سلطان محمد چهارم به ایوان سیرکو، رهبر کازاک‌های زاپوروژی در مناطق مرکزی اوکراین نامه‌ای می‌نویسد و به آن‌ها دستور می‌دهد که داوطلبانه تسلیم امپراتوری عثمانی شوند.
سلطان محمد چهارم در نامه‌اش از القاب خودستایانه‌ای چون «برادر خورشید و ماه، نایب‌السلطنه الله، پادشاهِ پادشاهان، امین، منصوب خداوند، پادشاه و حاکم مقدونیه، بابل، اورشلیم و مصر، نگهدار و متولی مقبره عیسی مسیح» یاد می‌کند.
گفته می‌شود که کازاک‌های زاپوروژی دور هم جمع شده و در انتخاب کلمات توهین‌آمیز هم‌یاری می‌کنند و پاسخ تحقیرآمیز و سراسر هجوآمیزی به امضای ایوان سیرکو می‌نویسند و القاب استفاده‌شده از سوی سلطان محمد چهارم را به استهزا می‌گیرند.